# Jean Lorédan
Julien Louis Henri Loridan dit Jean Lorédan, né à Armentières le 1er avril 1853 et mort à Paris le 26 mai 1937, est un écrivain français, à la fois poète, romancier et essayiste.

## Biographie
Les débuts de Jean Lorédan restent peu documentés. Fils aîné d'un capitaine de l'Armée française, il est élevé en partie à Nantes, où il est placé en nourrice dans une famille de notables locaux, qui finit par se charger de son éducation. Le 29 octobre 1876 à Armentières, son père naturel, retraité, agresse son épouse et son second fils, Eugène (le frère cadet de Julien), avec un fusil, tue ce dernier, puis se suicide. Cette affaire, d'une grande violence, eut sans aucun doute un impact sur le jeune Julien,. En novembre 1884, sous son patronyme, celui de « Julien Loridan », il réside à Paris, et devient membre de la « Société des bibliophiles bretons et de l'histoire de Bretagne ».
Dès 1894, il est sans doute proche de Gaston Dujarric, ancien capitaine au long cours, fondateur de l'Institut international scientifique littéraire et artistique établi à Paris, responsable d'une petite maison d'édition, la Librairie des Mathurins dans laquelle, sous le nom de « Jean Lorédan », notre auteur publiera deux recueils de contes.
Lorédan livre aussi de courtes fictions à des périodiques : par exemple, au journal L'Évènement vers 1899. Il est proche à cette époque de Jean Aicard, qui le préface (1902). Il est également dès 1901 secrétaire de la La Revue du bien dans la vie et dans l'art fondée par Marc Legrand (1865-1908), et participe aux banquet de l’Alouette, une société de félibrige. Certains de ses poèmes sont mis en musique, entre autres par Charles Neveu (1863-1956).
Il épouse Amélie Louise Tétat, le 10 mai 1904, à Paris.
Il poursuit ses collaborations à des périodiques littéraires, principalement à La Grande Revue, la Revue illustrée, Le Soleil du dimanche, et la Nouvelle Revue, et en 1907, il publie son premier roman, La Peine de vivre chez Flammarion, suivi par un nouveau recueil de nouvelles deux ans plus tard. 
En 1910, sort son premier essai historique chez Perrin — qui fut son principal éditeur pour ses travaux historiques —, intitulé La Grande Misère et les voleurs au XVIIIe siècle, centré sur Marion du Faouët ; le livre obtient un franc succès pour son sérieux et, primé, il sera réédité. Il enchaîne avec un petit ouvrage sur Louis Gaufridi, prêtre provençal victime en 1611 d'un procès en sorcellerie, ouvrage là aussi réédité et révisé. 
Dans les années 1920, il poursuit ses publications, entre autres des essais sur des personnalités du XVIIe et du XVIIIe siècle.  
Membre de la Société de l'histoire de la Révolution française, et, depuis 1924, de la Société historique du VIe arrondissement, c'est là qu'il meurt en mai 1937, au 129 boulevard du Montparnasse. Il est inhumé à Pornic.

## Ouvrages publiés

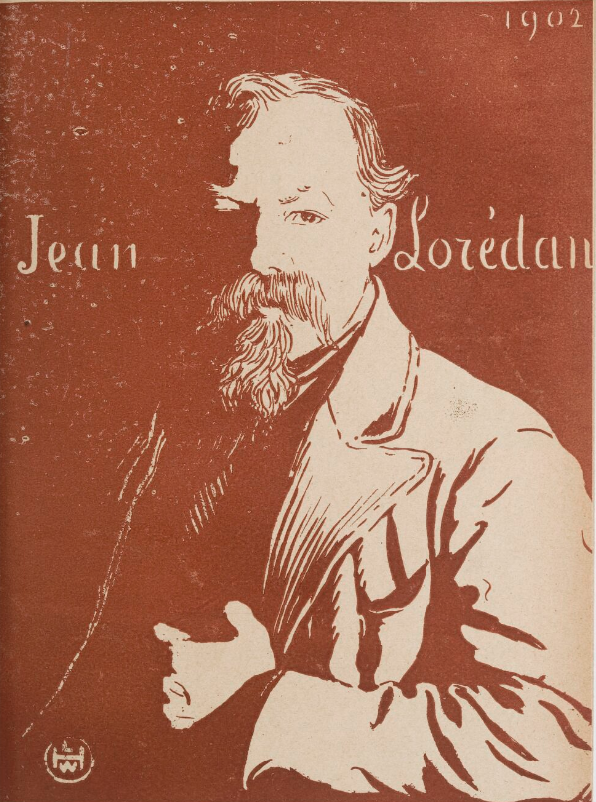
Portrait dessiné (1902) par Louis Welden Hawkins publié dans L'Œuvre d'art international.

- Gens de grèves et des hameaux, nouvelles, Paris, Librairie des Mathurins - Dujarric, [1900].
- Humble drames, nouvelles illustrées, préf. de Jean Aicard, Paris, Librairie des Mathurins - Dujarric, 1902.
- Vieux Calvaire !, poésie, musique de Charles Neveu, Paris, Édition montrougienne, [1906].
- La Peine de vivre, roman, Paris, Flammarion, 1907.
- L'Homme aux aigles, nouvelles, Paris, Flammarion, 1909.
- La Grande Misère et les voleurs au XVIIIe siècle : Marion du Faouët et ses associés, Paris, Perrin, 1910, rééd. 1933.
- Un grand procès de sorcellerie au XVIIe siècle : l'abbé Gaufridy et Madeleine de Demandolx, Paris, Perrin, 1912 — prix Montyon.
- Lille et l'invasion allemande, Paris, Perrin, 1920.
- La Machine infernale de la rue Nicaise, Paris, Perrin, 1924 — prix Thérouanne.
- Brigands d'autrefois : La Fontenelle, seigneur de la Ligue (1572-1602) : documents inédits, Paris, Perrin, 1926 ; rééd. Le livre d'histoire, 2004.
- Madame de Lavalette née Beauharnais, héroïne de l'amour conjugal, Paris, Perrin, 1929.
- [préface], Léon Dubreuil, Un révolutionnaire de Basse-Bretagne, Nicolas Armez, Paris, Rieder, 1929.